# Cobe de Buffon
Kobus kob
Espèce
Statut de conservation UICN

LC : Préoccupation mineure
Le Cobe (ou Kob) de Buffon (Kobus kob), parfois appelé amraye au Tchad, est une espèce de mammifères de la grande famille des antilopes.

## Caractéristiques
C’est un animal de 125 à 180 cm de long (tête et corps), avec une courte queue de 40 cm tout au plus, pour un poids de 65 à 115 kg et une hauteur (au garrot) de 80 à 110 cm. Les mâles sont généralement plus grands que les femelles (dimorphisme sexuel marqué). Ces mâles portent d'épaisses cornes en lyre, d’environ 40 cm de long. La robe est de couleur variable entre le roux, le brun clair, et le blanc. La gorge et le ventre sont blancs. Le pelage lui est court. Une bande noire distinctive marque l'avant des membres antérieurs. La queue touffue est blanche en dessous et se termine par une pointe noire,.

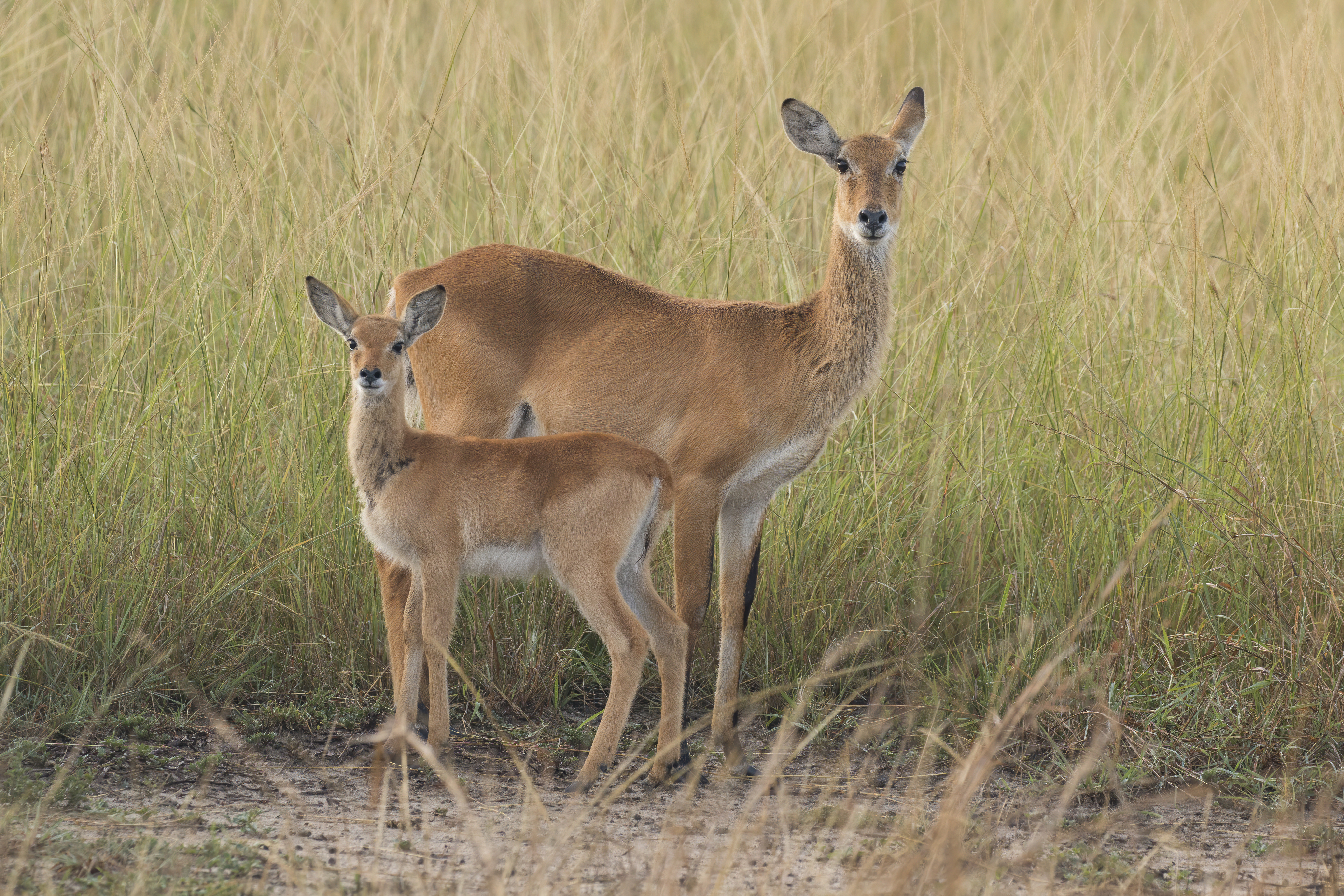
Femelle et son petit, Semliki Wildlife Reserve, Ouganda.
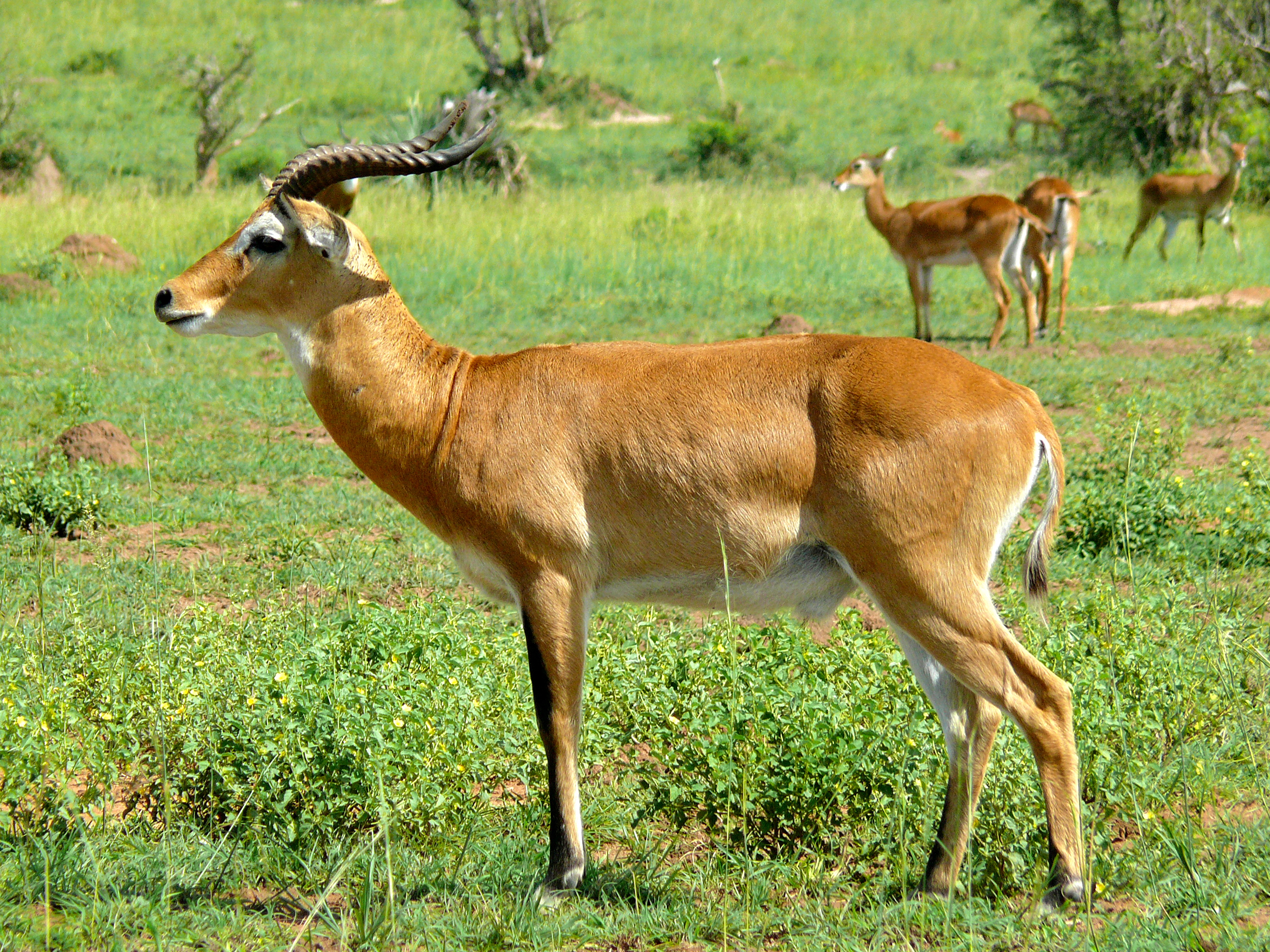
Mâle.
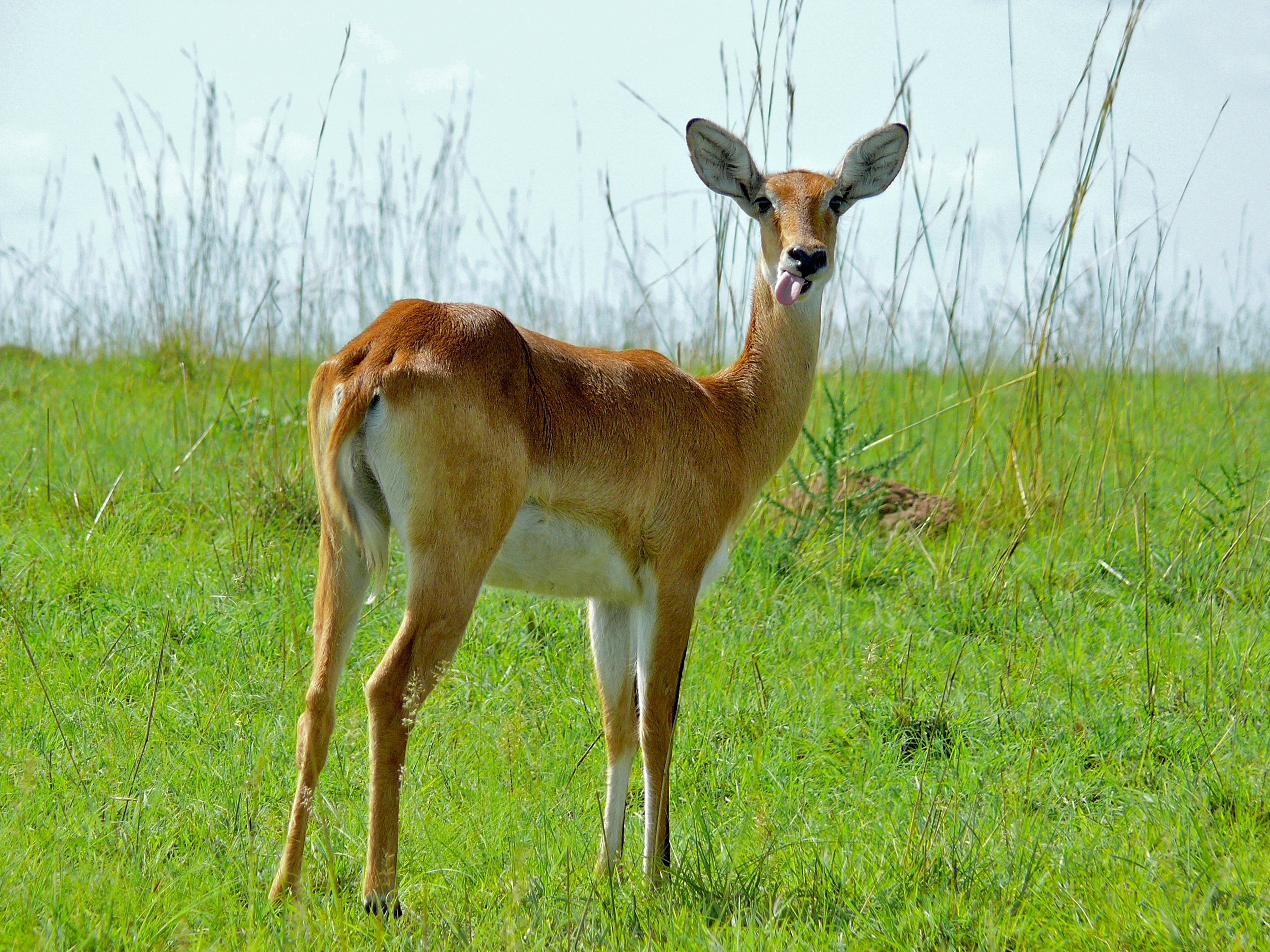
Femelle.
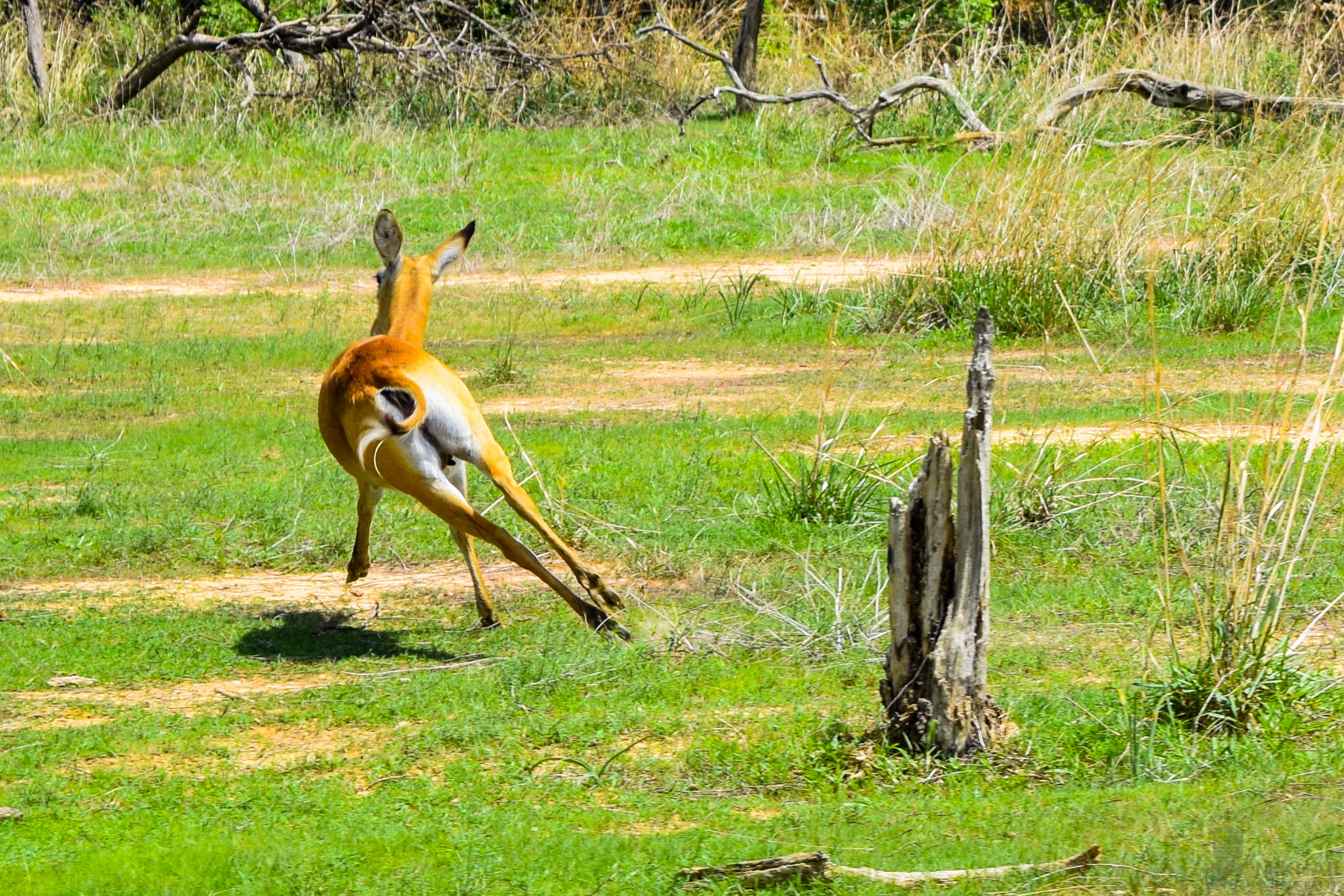
Cobe de buffon en fuite dans le parc national de la Pendjari au Bénin.
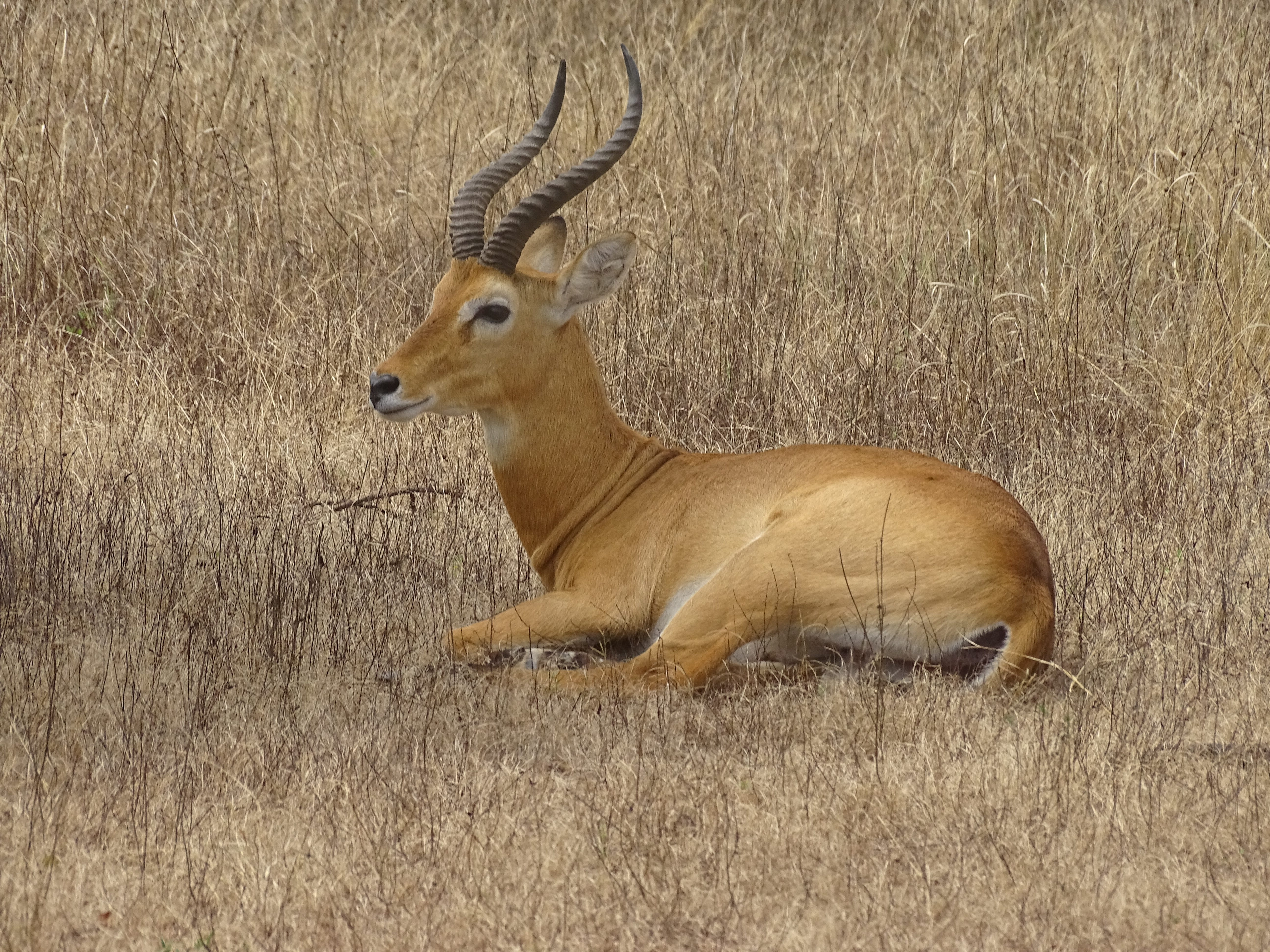
Autre cobe de buffon mâle dans le parc national de la Pendjari au Bénin. Octobre 2021.

## Reproduction
Le Cobe de Buffon a généralement un système d'accouplement polygame. Il utilise le système des aires de parade pour la reproduction. Alors que les naissances peuvent se produire tout au long de l'année, dans certaines zones sujettes à la sécheresse, on note un pic à la fin de la saison des pluies entre septembre et décembre (moment où la ressource alimentaire est non limitante),. 
Après une période de gestation d'environ 9 mois, la femelle met au monde un seul petit qui restera caché dans la végétation pendant les 6 premières semaines de sa vie, après quoi il pourra suivre sa mère. Les jeunes sont sevrés vers l'âge de 6 ou 7 mois. Les femelles atteignent leur maturité sexuelle à 13 mois et les mâles à environ 18 mois. L'espérance de vie de l'espèce est de 17 ans (maximum enregistré),. 

## Répartition et habitat
Le Cobe de Buffon évolue dans les savanes humides d'Afrique. On le trouve notamment au Bénin, Burkina Faso, Cameroun, République centrafricaine, Tchad, République démocratique du Congo, Côte d'Ivoire, Éthiopie, Ghana, Guinée, Guinée-Bissau, Mali, Niger, Nigeria, Sénégal, Soudan, Togo et en Ouganda. L'aire de répartition des trois sous-espèces (parmi les 8, voir ci-après) principales est la suivante, : 
- le Cobe de Buffon de l'Ouest (Kobus kob kob) a l'aire de répartition la plus large, du Sénégal à la République centrafricaine et la République démocratique du Congo. Il est maintenant éteint en Gambie et en Sierra Leone et probablement dans le sud de la Mauritanie.
- le Cobe de Buffon d'Ouganda (Kobus kob thomasi) se produit dans le nord-est de la République Démocratique du Congo, au sud-ouest du Soudan et largement en Ouganda. Il vivait aussi au sud-ouest du Kenya et au nord-ouest de la Tanzanie, mais il a aujourd'hui disparu de ces régions.
- le Cobe de Buffon à oreilles blanches (Kobus kob leucotis) a l'aire de répartition la plus petite des trois sous-espèces. On le trouve au Soudan, au sud-ouest de l’Éthiopie et de l'extrême nord-est de l'Ouganda.

L'habitat typique du Cobe de Buffon se compose de prairies et de plaines inondables riveraines des grands fleuves, les plaines inondables et les prairies proches de l'eau dans les savanes boisées.  

## Comportement et vie quotidienne
Le Cobe de Buffon est plus actif le matin et le soir. Il forme des troupeaux mixtes composés de femelles et de jeunes mâles de moins de huit mois qui peuvent varier considérablement en taille sur de courtes périodes. Les femelles occupent de vastes plages qui se chevauchent et se déplacent selon la disponibilité alimentaire. Le mâle résident ne marque pas physiquement sa zone, mais patrouille ‘fièrement’ sur les frontières de son domaine en sifflant souvent fort. Le temps qu'un mâle arrive à conserver son territoire varie de quelques jours à quelques mois. Les mouvements des mâles sont plus restreints, ils restent très proche des groupes formés. Des troupeaux de mâles non reproducteurs peuvent également se former,. 
Les densités de population varient de 8 à 124 animaux par km² en fonction de l'habitat. Dans le sud du Soudan, d'immenses troupeaux se rassemblent le long des cours d'eau pendant la saison sèche de novembre à avril, date à laquelle la densité dépasse souvent 1 000 animaux par km². En Côte d’Ivoire, la densité des troupeaux est la plus faible. On notera que cet animal est parfois sédentaire d’une zone, parfois un peu migrateur,.  

## Prédateurs
Les prédateurs sont les grands carnivores de plaine tels que le Lion, le léopard, le guépard, la hyène, le lycaon, et les crocodiliens (notamment les crocodiles du Nil),.
Les Cobes de Buffon sont vigilants, et peuvent faire des bonds de 2 mètres de haut et courir jusqu'à 60 km/h a 70 km/h en cas de danger,.

## Menaces et conservation
En 1999, Est estimait que le nombre de Cobe de Buffon était d'environ 95 000 et que les populations déclinaient un peu partout à l'exception de quelques zones bien protégées. Par exemple, au parc national de la Comoé en Côte d'Ivoire le nombre d'individus a diminué de plus de 80% en 20 ans. Aujourd'hui, cette antilope vit en plusieurs populations isolées, dont la plupart ne comportent pas plus de 1 000 animaux. À la fin des années 1990, il ne restait plus que deux régions d'Afrique de l'Ouest où l'on trouvait encore des populations de plus de 10 000 individus (au Sénégal et au Cameroun). La nature sédentaire du Cobe de Buffon et sa tendance à évoluer en populations relativement élevées le rendent très vulnérable à la chasse. Il a été éliminé d'une grande partie de son ancienne aire de répartition à cause du braconnage pour sa viande et, aujourd’hui il survit principalement dans et autour des parcs nationaux. Le braconnage a entraîné le déclin à grande échelle des populations clés dans des régions, tels que le Parc national de la Comoé (Côte d'Ivoire) et le Nord et l'Est de la République centrafricaine au cours des années 1990,,.
La perte progressive de son habitat à cause de l'expansion humaine, le développement agricole et l'élevage du bétail sont d’autres causes majeures de son déclin. Par exemple, le Cobe de Buffon d'Ouganda se retrouvait autrefois dans le sud-ouest du Kenya et le nord-ouest de la Tanzanie dans les prairies au bord du Lac Victoria, mais a été exterminé par la propagation de l'Homme sur ces territoires et le développement agricole,,. 
Les sécheresses, la perturbation du régime naturel d'inondation par la construction de barrages hydroélectriques (barrage de Maga dans la plaine inondable du Logone, au Cameroun), ainsi que les épidémies de peste bovine ont également été citées comme des causes importantes du déclin de la population de cette espèce,,. 
En général, le Cobe de Buffon n'est pas considéré comme une espèce menacée. Il est inscrit dans la catégorie Préoccupation mineure (LC) sur la Liste rouge de l'IUCN.  
Meester et Setzer (1971) signalent néanmoins que l'aire de répartition de cette espèce a fortement diminué, mais que le Cobe de Buffon reste néanmoins commun dans les parcs nationaux. Dans l'écosystème de la prairie de Boma, il forme la deuxième plus grande population d'antilopes en Afrique de l'Est,,. 
Muhlenberg et Roth (1985) listent une série de recommandations de gestion pour maintenir cette espèce à leurs niveaux de population actuels,, :  
- l'habitat près des rivières doit rester intact et peu développé au pâturage du bétail et l'accès à l'eau ;
- la chasse devrait plutôt se concentrer sur des mâles célibataires plutôt que sur des mâles territoriaux ;
- les femelles seules ne doivent pas être chassées, car elles sont susceptibles d'être en œstrus ou encore en train d'allaiter un jeune.

## Systématique
Le nom scientifique complet (avec auteur) de ce taxon est Kobus kob (Erxleben, 1777). L'espèce a été initialement classée dans le genre Antilope sous le protonyme Antilope kob Erxleben, 1777.
Ce taxon porte en français le nom vernaculaire ou normalisé « Cobe de Buffon »,,, aussi orthographié « Kob » ou « Cob ».

### Synonymes
Kobus kob a pour synonymes selon GBIF (18 février 2022) :
- Adenota kob (Erxleben, 1777)
- Antilope kob Erxleben, 1777

Selon la Mammal Diversity Database (18 février 2022) :
- Kobus adenota (C. H. Smith, 1827)
- Kobus forfex (C. H. Smith, 1827)
- Kobus adansoni A. Smith, 1840
- Kobus annulipes (J. E. Gray, 1842)
- Kobus leucotis (H. Lichtenstein & W. Peters, 1853)
- Kobus kul (Heuglin, 1863)
- Kobus wuil (Heuglin, 1863)
- Kobus buffonii (Fitzinger, 1869)
- Kobus fraseri (Fitzinger, 1869)
- Kobus thomasi (P. L. Sclater, 1896)
- Kobus nigricans (Lydekker, 1899)
- Kobus nigroscapulatus (Matschie, 1899
- Kobus loderi (Lydekker, 1900)
- Kobus pousarguesi (O. Neumann, 1905)
- Kobus vaughani (Lydekker, 1906)
- Kobus typicus (R. Ward, 1910)
- Kobus adolfifriderici (E. Schwarz, 1913)
- Kobus alurae E. Heller, 1913
- Kobus bahrkeetae (E. Schwarz, 1913)
- Kobus neumanni (W. Rothschild, 1913)
- Kobus notatus (W. Rothschild, 1913)
- Kobus ubangiensis (E. Schwarz, 1913)
- Kobus adolfi Lydekker & Blaine, 1914
- Kobus riparia (E. Schwarz, 1914)

### Sous-espèces
Selon Mammal Species of the World (version 3, 2005)  (18 février 2022), il existe huit sous-espèces :
- Kobus kob adolfi Lydekker and Blaine, 1914
- Kobus kob bahrkeetae (Schwarz, 1913)
- Kobus kob kob (Erxleben, 1777)
- Kobus kob leucotis (Lichtenstein and Peters, 1853)
- Kobus kob pousarguesi (Neumann, 1905)
- Kobus kob riparia (Schwarz, 1914)
- Kobus kob thomasi (P. L. Sclater, 1896)
- Kobus kob ubangiensis (Schwarz, 1913)

Les différentes sous-espèces se distinguent principalement par la variation de couleurs de leur pelage. 